# Proechimys trinitatus
Proechimys trinitatus is een zoogdier uit de familie van de stekelratten (Echimyidae). De wetenschappelijke naam van de soort werd voor het eerst geldig gepubliceerd door J.A. Allen & Chapman in 1893.

## Voorkomen

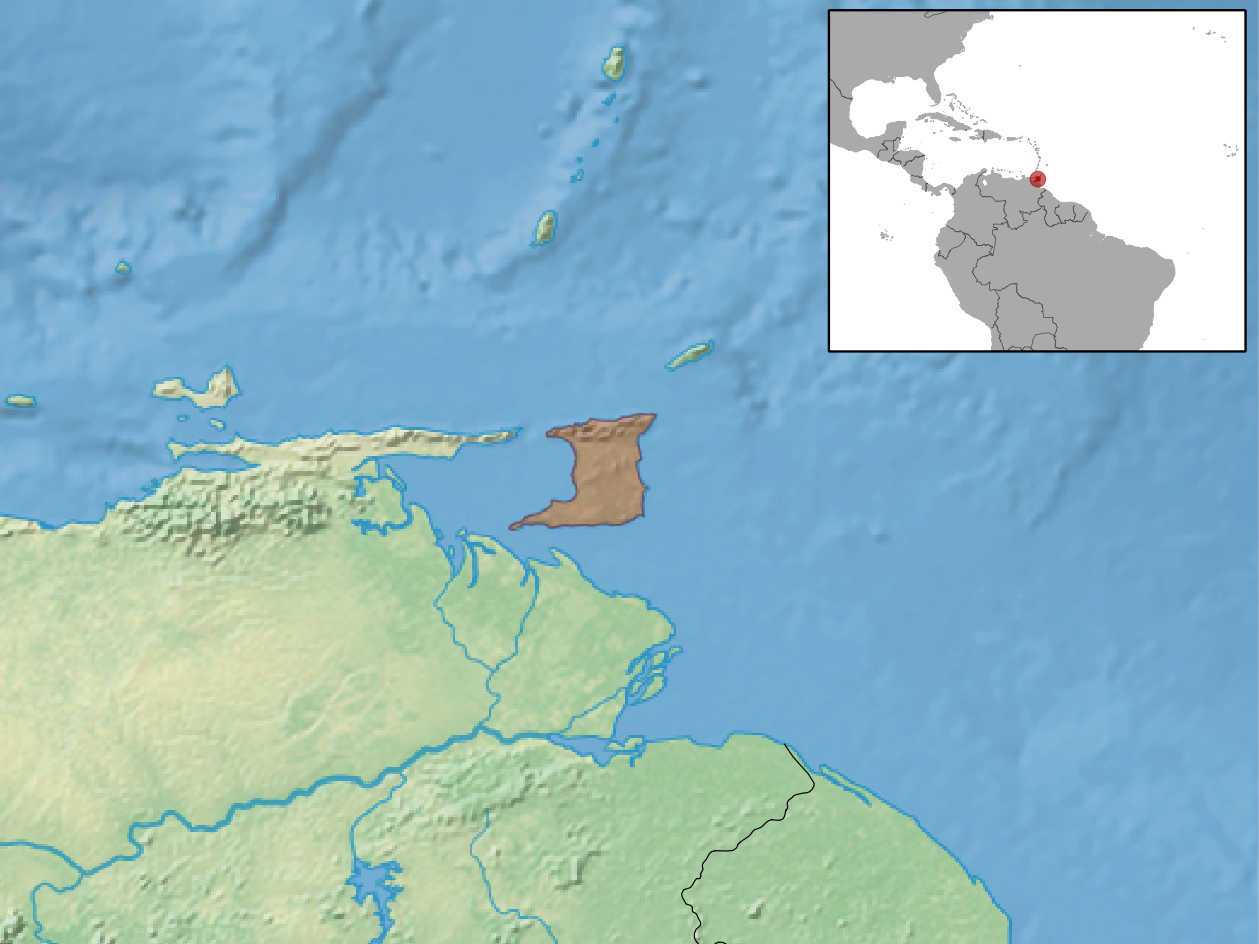
Leefgebied

De soort komt voor in Trinidad en Tobago.